# Janowa
Janowa – wieś w Polsce położona w województwie opolskim, w powiecie nyskim, w gminie Otmuchów.

## Nazwa
W księdze łacińskiej Liber fundationis episcopatus Vratislaviensis (pol. Księga uposażeń biskupstwa wrocławskiego) spisanej za czasów biskupa Henryka z Wierzbna w latach 1295–1305 miejscowość wymieniona jest w zlatynizowanej formie Janowiczi w szeregu wsi lokowanych na prawie polskim iure polonico.

## Historia
Od XIX wieku wieś posiadała pieczęć gminną, na której wizerunku przedstawiono na murawie stojącą postać kobiety z sierpem w prawej ręce i grabiami w lewej.

## Zabytki
Do wojewódzkiego rejestru zabytków wpisany jest:
- dwór, z drugiej ćwierci XVII w. W fasadzie południowo-zachodniej nad wejściem znajdują się płycina z dwoma kamiennymi kartuszami zawierającymi herby[9][10][11].